# Anomala pallida
Anomala pallida es una especie de escarabajo del género Anomala, familia Scarabaeidae. Fue descrita científicamente por Fabricius en 1775.
Esta especie se encuentra en el continente asiático. 